# Wszechocean

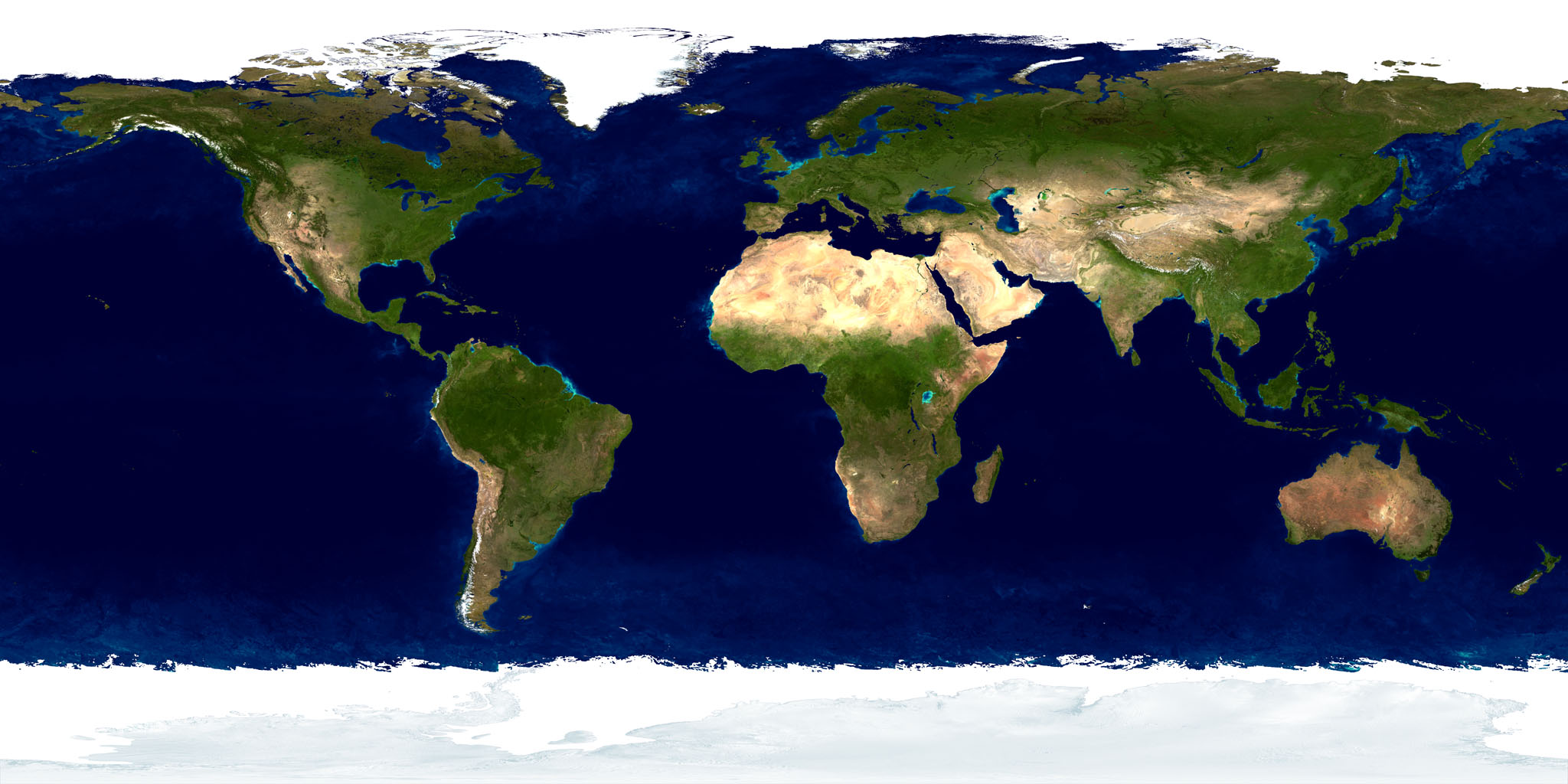
Ocean światowy

Wszechocean (Ocean światowy) – ogólne określenie całości wód morskich na powierzchni Ziemi, tj. oceanów i wchodzących w ich skład mórz; główna część hydrosfery.

## Obszar
Wszechocean pokrywa ok. 70,8% całości powierzchni kuli ziemskiej (361,31 mln km²). Jego objętość wynosi w przybliżeniu 1370 mln km³, a średnia głębokość 3729 m. Wszechocean zawiera 97% wody, która występuje na Ziemi. Dzieli się go obecnie na pięć oceanów:
- Ocean Spokojny,
- Ocean Atlantycki,
- Ocean Indyjski,
- Ocean Arktyczny,
- Ocean Południowy.

## Znaczenie w paleogeografii
W historii geologicznej Ziemi zdarzały się okresy, kiedy na jej powierzchni istniał tylko jeden zbiornik oceaniczny, otaczający pojedynczy superkontynent. Taki paleoocean bywa również określany mianem Wszechoceanu. Znanymi przykładami są Panthalassa, której wody oblewały Pangeę i dawniejsza Mirowia, otaczająca Rodinię.